# Nikolai Kirjakowitsch Piksanow

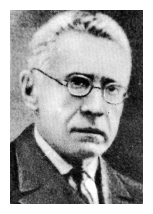
Nikolai Kirjakowitsch Piksanow

Nikolai Kirjakowitsch Piksanow (russisch Николай Кирьякович Пиксанов; * 31. Märzjul. / 12. April 1878greg. in Dergatschi; † 10. Februar 1969 in Leningrad) war ein russischer Literaturwissenschaftler und Hochschullehrer.

## Leben
Piksanow, Sohn eines Diakons, absolvierte die Geistliche Schule und das Geistliche Seminar in Samara. 1898 begann er das Studium an der historisch-philologischen Fakultät der Kaiserlichen Universität Dorpat. Besonders beschäftigte er sich mit dem Werk Alexander Sergejewitsch Gribojedows. Er fand nach Recherchen etwa 60 Manuskript-Seiten der Verskomödie Verstand schafft Leiden und rekonstruierte den Text, der noch heute so herausgegeben wird. Gleichzeitig studierte er die Geschichte des russischen Rechts an der juristischen Fakultät. Er beteiligte sich an der Studentenbewegung, worauf er abgeurteilt und nach 5 Monaten Haft nach Samara verbannt wurde. 1903 wurde er von der Universität Dorpat wieder aufgenommen, so dass er im Dezember 1904 sein Studium abschließen konnte.
1906 ging Piksanow nach St. Petersburg. Er lehrte an Gymnasien, an der Pädagogischen Akademie (1908), bei den Höheren Bestuschewskije kursy für Frauen (1908–1917), am Russisch-Orthodoxen Institut (1909) und am Psychoneurologischen Institut (1912–1913). Nach der Magisterprüfung 1912 lehrte er an der Universität St. Petersburg. 1911–1913 gab er die Werke Gribojedows in einer dreibändigen wissenschaftlich-kritischen Ausgabe heraus. 1916–1917 leitete er die Herausgabe der Werke Alexander Nikolajewitsch Pypins über die russische Freimaurerei und die religiösen, literarischen und gesellschaftlichen Bewegungen in der Zeit Alexanders I.
Nach der Oktoberrevolution wurde Piksanow außerordentlicher Professor an der Universität Samara. 1921 ging er nach Moskau und wurde Professor an der 2. Universität Moskau, die aus den Höheren Bestuschewskije kursy für Frauen hervorgegangen war. Auch war er Vizepräsident der 1921 gegründeten Staatlichen Akademie der Kunstwissenschaften der RSFSR in Moskau, die ähnliche Ziele wie das Bauhaus verfolgte und bis 1930 bestand (Präsident: Pjotr Semjonowitsch Kogan; Vizepräsidenten: Wassily Kandinsky, Piksanow, Gustav Speth; Vorstand: Kogan (Vorsitz), Piksanow (Vizevorsitz), Anatoli Wassiljewitsch Bakuschinski, A. M. Rodionow, Leonid Leonidowitsch Sabanejew, Wladimir Maximowitsch Fritsche, Speth, Nikolai Jefimowitsch Efros). 1931 wurde er zum Korrespondierenden Mitglied der Akademie der Wissenschaften der Sowjetunion gewählt.
1932 wurde Piksanow zum Professor an der Universität Leningrad ernannt und leitete den Lehrstuhl für russische Literatur bis 1937. Auch war er 1932–1935 Mitarbeiter des Instituts für Russische Literatur (Puschkin-Haus). Piksanow wurde 1934 zum Doktor der philologischen Wissenschaften promoviert. Während des Deutsch-Sowjetischen Krieges wurde er aus dem belagerten Leningrad evakuiert. Er lehrte als Professor 1942–1944 an der Universität Samara und 1944–1948 an der Universität Moskau, worauf er an die Universität Leningrad zurückkehrte.
Piksanow veröffentlichte etwa 800 Arbeiten über die russische Literatur. Er untersuchte neben den Werken Gribojedows die Werke Puschkins, Turgenews, Gontscharows und Maxim Gorkis. 1947 veröffentlichte er eine Arbeit über die freimaurerische Literatur im 18. und beginnenden 19. Jahrhundert. Er besaß eine wohlgeordnete Bibliothek mit mehr als 15.000 Büchern und Zeitschriftenartikeln, die nach seinem Willen das Puschkin-Haus bekam.

## Ehrungen
- Orden des Roten Banners der Arbeit (1945)[2]
- Leninorden (1954, 1968)[2]
- Verdienter Wissenschaftler der RSFSR (1957)[2]